# Platystele examen-culicum
Platystele examen-culicum är en orkidéart som beskrevs av Carlyle August Luer. Platystele examen-culicum ingår i släktet Platystele och familjen orkidéer. Inga underarter finns listade i Catalogue of Life.